# Parafia św. Ignacego Loyoli w Pęckowie
Parafia świętego Ignacego Loyoli w Pęckowie – parafia rzymskokatolicka, znajdująca się w archidiecezji poznańskiej, w dekanacie wieleńskim.